# مورت دیل (نیو ساوت ولز)
مورت دیل (به انگلیسی: Mortdale) یک منطقهٔ مسکونی در استرالیا است که در City of Hurstville واقع شده‌است.